# Giada Tomaselli
Giada Tomaselli (Cles, 1º gennaio 2003) è una saltatrice con gli sci italiana.

## Biografia
La Tomaselli, attiva in gare FIS dal gennaio del 2016, ha esordito ai Campionati mondiali a Seefeld in Tirol 2019, dove è stata 8ª nella gara a squadre.